# Norveška arhitektura
Norveška arhitektura se je razvila kot odgovor na spreminjajoče se gospodarske razmere, tehnološki napredek, demografska nihanja in kulturne premike. Medtem ko so zunanji arhitekturni vplivi očitni v večini norveške arhitekture, so bile pogosto prilagojene norveškim podnebnim razmeram, vključno z: ostrimi zimami, močnimi vetrovi in na obalnih območjih s pršenjem soli.
Norveški arhitekturni trendi so tudi vzporedni s političnimi in družbenimi spremembami na [Norveška|Norveškem]] skozi stoletja. Pred vikinško dobo so se lesene konstrukcije razvile v prefinjeno plovilo, ki se kaže v elegantni in učinkoviti konstrukciji vikinških dolgih ladij. Po tem je vzpon krščanstva uvedel romansko arhitekturo v stolnicah in cerkvah z značilnimi rahlo zašiljenimi loki, banjastimi oboki, križnimi slopi, ki podpirajo oboke, in križnimi oboki; v veliki meri posledica verskega vpliva iz Anglije.
V srednjem veku je geografija narekovala razpršeno gospodarstvo in prebivalstvo. Posledično je tradicionalna norveška kmečka kultura ostala močna, Norveška pa se je od večine evropskih držav razlikovala po tem, da nikoli ni sprejela fevdalizma. To je skupaj s takojšnjo razpoložljivostjo lesa kot gradbenega materiala zagotovilo, da je bilo na Norveškem zgrajenih razmeroma malo primerov baročnih, renesančnih in rokokojskih arhitekturnih slogov, ki so jih tako pogosto gradili vladajoči razredi drugod po Evropi.
Namesto tega so ti dejavniki povzročili značilne tradicije v norveški ljudski arhitekturi, ki so se ohranile na obstoječih kmetijah v številnih norveških muzejih na prostem, ki prikazujejo stavbe od srednjega veka do 19. stoletja; vidni primeri vključujejo Norveški muzej kulturne zgodovine (Norsk Folkemuseum) v Oslu in Maihaugen v Lillehammerju ter obstoječe stavbe, ki še vedno delujejo na kmetijah, kot so tiste v dolini Heidal.
V 20. stoletju je bila za norveško arhitekturo značilna povezanost z norveško socialno politiko na eni strani in inovativnost na drugi strani. Norveški arhitekti so bili priznani za svoje delo, tako na Norveškem, kjer je arhitektura veljala za izraz socialne politike, kot zunaj Norveške, v več inovativnih projektih.

## Splošne značilnosti
Za gradnjo na Norveškem je bila vedno značilna potreba po zaščiti ljudi, živali in premoženja pred spremenljivim vremenom, vključno s predvidljivo mrzlimi zimami in zmrzaljo, močnimi padavinami na določenih območjih, vetrom in nevihtami; in čim bolje izkoristiti redke gradbene vire. Do sodobnega časa je bila tudi prometna infrastruktura preprosta in gradbeniki so se morali v veliki meri zanašati na lokalno dostopne materiale.

## Zgodovina

### Prazgodovinski časi
Zahvaljujoč novim metodam izkopavanj, kot je izkopavanje zgornje plasti zemlje, je arheologom uspelo dodatno odkriti ostanke ali temelje 400 prazgodovinskih hiš, ki so bile prej skrite pod zemljo. Pred tem je bilo s površinske plasti takoj vidnih samo 200 lokacij. Skozi 20. stoletje so skandinavski arheologi poskušali rekonstruirati tudi prazgodovinske hiše. Največji projekt obnove na Norveškem je bronastodobna naselbina v Forsandu v Ryfylkeju in železnodobna kmetija v Ullandhaugu blizu Stavangerja. Tu je tudi obnova velike glavarske hiše iz vikinške dobe v Borgu na Lofotih.
Večina arheološkega gradiva izhaja iz raziskav, opravljenih v 20. stoletju in izkopavanj, opravljenih v večjih mestih v zadnjih 25 letih [od leta 2003], vključno z drugimi arheološkimi raziskavami iz 1980-ih in 1990-ih let.
Najstarejši ohranjeni sledovi gradnje na Norveškem segajo približno v leto 9000 pr. n. št. v gorskih regijah blizu Store Myrvatn v sodobnem Rogalandu, kjer so pri izkopavanjih našli prenosna bivališča, ki so jih najverjetneje hranili nomadski lovci na severne jelene. Sledi podobnih, čeprav mlajših šotorov so našli tudi na drugih mestih vzdolž zahodne obale: Kollsnes pri Øygardnu v Hordalandu, na Slettnesu, Sørøyu in Mortensnesu blizu Nessebyja v Finnmarku in enega, ki sega okoli leta 6500 pr. n. št. v Fosenstraumen blizu Radøya v Hordalandu. Lovci iz kamene dobe so gotovo uporabljali tako preproste konstrukcije šotorov in travnatih koč, ki bi bile načeloma lahko zelo podobne tistim, ki so jih še uporabljali samijski nomadi, z ravnimi ali kljukasto oblikovanimi palicami. Najstarejša travna koča je imela tloris približno kroga in je bila zgrajena z dvema nizoma kljukastih zapahov (špirovci, ki se križajo na slemenu strehe), ki tvorijo streho in stene kot en element. Za material so verjetno uporabljali kože in lesene palice.
Sčasoma so takšni šotori postali poltrajni z uvedbo preprostih temeljev, ki so ljudem omogočili, da ostanejo na enem mestu dlje dele leta. Te 'hiše' imajo premer 3–6 metrov in pokrivajo površino 20 kvadratnih metrov, našli pa so jih kot ovalne jame, ki so bile očiščene za kamenje. V središču stavbe bi lahko bilo ognjišče, del tal pa bi lahko prekrivala ploščad, na kateri bi spali. Delno so bile tudi vkopane v zemljo z zunanjim obzidjem iz zemlje in kamna. Sledi teh gradenj je mogoče najti vzdolž celotne obale, predvsem pa na severu: Leksa i Sør-Trøndelag, Flatanger i Nord-Trøndelag, Mortensnes v Finnmarku. Najpomembnejša med njimi je na otočju Vega, na območju, ki je zdaj Unescov seznam svetovne dediščine.
Bilo je veliko primerov, ko je bilo več hiš najdenih skupaj v gruči. To nakazuje, da več družinskih skupin živi skupaj na istem mestu. Na Vegi so bile takšne hiše v uporabi že leta 7000 pred našim štetjem, v uporabi pa so bile še 5000 let kasneje, na prehodu iz kamene v bronasto dobo okoli leta 1800 pred našim štetjem. Na tej točki so hiše postale večje in so dobile pravokotno obliko, ki je pokrivala površino 70 kvadratnih metrov, kot je prikazano v Gressbakkenu v Nessebyju v Finnmarku. Izkopavanja so pokazala, da je bilo notranje obzidje zaščiteno z debelim zidom iz kamna in šote, in obstajajo dokazi o več vhodih skozi to obzidje. Strešna konstrukcija teh stavb pa je negotova. Težko je sklepati, ali so splavi počivali na obzidju ali na stebrih. Ker ni redko najti več ognjišč vzdolž srednje osi hiše, sklepamo, da se je v teh večjih hišah skupno zadrževalo več družin.
Prva stalna bivališča so bila verjetno zgrajena med 3000 in 2000 pr. n. št., z uvedbo kmetijstva na Norveškem. Razpoložljivi dokazi kažejo, da je bil les najpogosteje uporabljen gradbeni material za te strukture. Železnodobna bivališča so običajno združevala zatočišča za živali in ljudi v dolgih hišah, da bi ohranili toploto. Ostanki struktur iz kamene dobe prek bronaste in železne dobe so bili izkopani v Forsandu v Ryfylkeju, blizu Stavangerja in več drugih lokacijah. Večina prazgodovinskih dolgih hiš je imela pare strešnih nosilnih stebrov, ki so delili notranjost na tri ladje, in stene iz palisad, pleterja in trate. Podobne zgradbe so izkopavali po vsej severozahodni Evropi.

### Vikinško in srednjeveško obdobje
V norveški arhitekturi sta se združili dve različni tradiciji lesene gradnje. Ena je bila praksa gradnje z vodoravnimi hlodi, zarezanimi na vogalih, tehnika, za katero se domneva, da je bila uvožena od ljudstev z vzhoda Skandinavije. Druga je bila tradicija gradnje s stebri (običajno v lesenih cerkvah [norveško stavkirke ), ki je verjetno temeljila na izboljšavah prazgodovinskih dolgih hiš, ki so imele nosilne stebre, vkopane v zemljo. Čeprav obstajajo skromni arheološki dokazi o dejanskih stavbah od najzgodnejših stalnih struktur, najdbe vikinških ladij (npr. ladja Oseberg) kažejo na pomembno mojstrstvo obdelave lesa in inženirstva. Na Lofotih na severu Norveške je bilo v Vikinškem muzeju Lofotr rekonstruirano posestvo vikinškega poglavarja.
Če ne štejemo preostalih 28 lesenih cerkva, je na Norveškem ohranjenih vsaj 250 lesenih hiš pred črno kugo leta 1350 bolj ali manj nedotaknjenih. Večinoma so to hiše iz hlodov, nekatere z dodanimi galerijami ali verandami, zgrajenimi na stebrih.
Ko se je politična moč na Norveškem utrdila in se je morala spopadati z zunanjimi grožnjami, so bile v skladu s takratno vojaško tehnologijo zgrajene večje strukture. Trdnjave, mostovi in nazadnje cerkve in dvorci so bili zgrajeni s kamnom in opeko. Te strukture so sledile evropskim slogom svojega časa.

#### Lesene cerkve
Verjetno je bilo v srednjem veku na Norveškem zgrajenih več kot 1000 lesenih cerkva s stebri, večina v 12. in 13. stoletju. Do začetka 19. stoletja je obstajalo še kar 150 cerkva. Mnoge so bile uničene kot del verskega gibanja, ki je dajalo prednost preprostim, puritanskim linijam, danes pa jih je ostalo še 28, čeprav je bilo veliko število dokumentiranih in zabeleženih z izmerjenimi risbami, preden so jih porušili.
Lesene cerkve s stebri dolgujejo svojo dolgo življenjsko dobo arhitekturnim inovacijam, ki so zaščitile te velike, zapletene lesene konstrukcije pred gnitjem zaradi vode, padavin, vetra in ekstremnimi temperaturami. Najpomembnejša je bila uvedba masivnih pragov pod stebri (stave), ki so preprečili gnitje. V dveh stoletjih gradnje lesenih cerkva se je ta vrsta stavbe razvila v napredno umetnost in znanost. Po reformaciji pa niso več gradili novih lesenih cerkva. Nove cerkve so bile večinoma kamnite ali iz vodoravnih brun z zarezanimi vogali. Večina starih lesenih cerkva je izginila zaradi odvečnosti, zanemarjenosti ali propadanja ali ker so bile premajhne, da bi sprejele večje občestvo, in preveč nepraktične glede na kasnejše standarde.

### Romanska arhitektura
Prve kamnite cerkve na Norveškem so bile romanske, zgrajene pod vplivom anglosaških misijonarjev, zlasti škofa Nicholasa Breakspearja. Na poznejše cerkve je vplivala celinska arhitektura. Primeri so cerkve v Ringsakerju, Kviteseidu in drugod. Mnoge od teh cerkva so bile izgubljene ali obnovljene v gotskem slogu, vendar številni primeri še vedno obstajajo, zlasti cerkev Trondenes v Trondenesinu Tromsu.

### Gotska arhitektura
Več cerkva, ki so bile prvotno zgrajene kot romanske strukture, so bile v obdobju gotike spremenjene ali razširjene. Med njimi so stolnica v Hamarju, ki je danes v ruševinah, stolnica v Stavangerju in znamenita Nidarosdomen, ena najpomembnejših romarskih destinacij v srednjeveški Evropi.

### Pod dansko oblastjo
V poznem srednjem veku je bila norveška država močno oslabljena. Leta 1389 je Norveška sklenila personalno unijo z Dansko in Švedsko v Kalmarsko unijo. Ker so kralji prebivali na Danskem, je bila Norveška postopoma zmanjšana na status province, po reformaciji pa je bila večina njenih ločenih institucij ukinjena. Danska vlada v Københavnu je menila, da je Norveška zaostala provinca, ki jo je treba izkoriščati, vendar ni vredna vlaganja v monumentalno arhitekturo. Zato je ambiciozna renesančna arhitektura na Norveškem neobičajna v primerjavi z drugimi evropskimi državami.
Trdnjave, kot so trdnjava Akershus v Oslu, Vardøhus v Vardøju, Tønsberghus v Tønsbergu, Kongsgården v Trondheimu in Bergenhus s stolpom Rosenkrantz v Bergnu, so bile zgrajene iz kamna v skladu s standardi za obrambne utrdbe svojega časa. Mnoge od teh so bile v preteklih letih posodobljene in obnovljene.
Hanseatska zveza je v 16. stoletju zgradila tudi edinstvene poslovne stavbe v Bryggenu v Bergnu. Bile so iz brun, ki so združevale domačo in nemško tradicijo.

#### Renesančna arhitektura
Po črni kugi se je monumentalna gradnja na Norveškem ustavila, razen ljudske gradnje, ki se je nadaljevala šele v 16. in 17. stoletju pod dansko upravo. Na Norveškem je malo primerov renesančne arhitekture, najpomembnejši so Rosenkrantz Tower v Bergnu, Barony Rosendal v Hardangerju in sodobna graščina Austråt blizu Trondheima ter deli trdnjave Akershus.
Kristjan IV. Danski se je lotil številnih projektov na Norveškem, ki so večinoma temeljili na renesančni arhitekturi. Vzpostavil je rudarske dejavnosti v Kongsbergu in Rørosu, ki sta od leta 1980 del Unescove svetovne dediščine. Po uničujočem požaru leta 1624 je bilo mesto Oslo prestavljeno na novo lokacijo in ponovno zgrajeno kot utrjeno mesto s pravokotno postavitvijo, obdano z obzidjem, in preimenovano v Christiania. Kralj Kristijan je ustanovil tudi trgovsko mesto Kristiansand in ga poimenoval po sebi.

#### Baročna arhitektura
Ko je Norveška postala strateški del dansko-norveškega kraljestva, so danski kralji zgradili utrdbe ob mejah in morski obali. Sčasoma so bile številne utrdbe na obmejnih območjih in v pristaniščih posodobljene v skladu z baročno vojaško prakso.
Čeprav je bila večina rezidenc zgrajena v skladu z lokalno ljudsko tradicijo, nekateri dvorci (kot sta Austråt in Rosendal) kažejo vpliv baročne arhitekture. Le mesto Christiania (Oslo) je imelo gradbeni predpis, ki je prepovedoval lesene hiše; zgrajene so bile številne velike meščanske hiše po vzoru kontinentalnih tipov stavb. Nekatere velike cerkve so bile zgrajene z opečnimi zidovi, zlasti v Bergnu, Christianii, Rørosu in Kongsbergu.
Verjetno najbolj znana baročna stavba na Norveškem je Stiftsgården, kraljeva rezidenca v Trondheimu, stanovanjska stavba, ki je ena največjih lesenih stavb v severni Evropi.

#### Rokokojska arhitektura
Rokoko je na Norveškem predstavljal kratek, a pomemben interludij, ki se je pojavljal predvsem v dekorativni umetnosti in predvsem v notranjosti, pohištvu in luksuznih izdelkih, kot so namizno srebro, steklo in lončenina. V nekaterih podeželskih območjih so ljudski umetniki izdelali izrazito norveško obrt dekorativnega slikanja, slikanju rož in sorodnega sloga rezbarjenja v lesu. V politični arhitekturi nekaj lesenih meščanskih hiš in dvorcev kaže vpliv rokokoja, zlasti v Trondheimu in Bergnu, pri čemer je najpomembnejši dvorec Damsgård v Bergnu.
V mestih in osrednjih podeželskih okrožjih v 18. stoletju so stene iz hlodov vedno bolj pokrivale deske, kar je omogočila tehnologija žag. Te stavbe so bile bolje izolirane in bolje zaščitene pred ostrim podnebjem. Toda glavni razlog za hitro sprejetje te navade je bil bolj moden videz deskanih sten, ki so bile primernejše od golih hlodov kot ozadje detajlom in ornamentom, izposojenim iz klasične arhitekture.

### 19. stoletje
Napoleonske vojne so vodile do ločitve Norveške in Danske. Norveška je bila leta 1814 obnovljena kot avtonomna kraljevina v personalni uniji s Švedsko. Obe državi sta imeli ločeni instituciji, razen kralja in zunanje službe. Ponovno pridobljena državnost je zahtevala nove javne stavbe, predvsem v glavnem mestu Christianiji. V naslednjem stoletju je država doživela izjemno rast bogastva in prebivalstva, kar je povzročilo potrebo po novi infrastrukturi in stavbah.

#### Neoklasicizem
Na začetku 19. stoletja je bilo na Norveškem dejavnih manj kot peščica akademsko izobraženih arhitektov, večina od njih so bili vojaški častniki, ki so študirali gradbeništvo. Trg za arhitekte je bil omejen v redko poseljeni državi brez glavnega mesta, brez sodišča in brez pomembnih vladnih ustanov. Za arhitekturo se je zanimala predvsem omejena skupina premožnih trgovcev in posestnikov. Vendar pa je proti koncu 19. stoletja ta skupina doživela izjemno povečanje blaginje. Nekaj jih je pridobilo veliko bogastvo, ki so se nato skušali obdati z stavbami in vrtovi, primernimi njihovemu družbenemu položaju. Ti ljudje, ki so bili mednarodno dobro povezani, so bili seznanjeni z najnovejšimi trendi v arhitekturi. Neoklasicistične strukture so bile na veliko povpraševane.
Arhitekt Carl Frederik Stanley (1769–1805), šolan v Københavnu, je nekaj let preživel na Norveškem na prelomu 19. stoletja. Opravljal je manjša dela za bogate mecene v Oslu in okolici, vendar je bil njegov največji dosežek prenova edinega sedeža visokega šolstva v Christianii, Oslo Katedralskole, dokončana leta 1800. Dodal je klasični portik na sprednji del starejše stavbe, in polkrožni avditorij, ki ga je parlament leta 1814 zasegel kot začasen prostor za zbiranje, zdaj pa je ohranjen v Norveškem muzeju kulturne zgodovine kot nacionalni spomenik.
Christian Collett (1771–1833), diplomant rudarske akademije v Kongsbergu, je zasnoval čudovit dvorec Ulefoss, ki ga je med letoma 1802 in 1807 zgradil lastnik žage Niels Aall. To je ena redkih zidanih hiš na Norveškem, ki se ponaša s paladijskim tlorisom, osrednjo kupolo in klasičnim stebriščem. Collett je zasnoval več drugih dvorcev in mestnih hiš.
V istem obdobju je bilo v vseh obalnih mestih in okoli njih postavljenih veliko število čudovitih neoklasicističnih hiš, zlasti v Haldnu, Oslu, Drammnu, Arendalu, Bergnu in Trondheimu, večinoma lesenih zgradb, oblečenih v kamnito arhitekturo. Daleč največja zasebna hiša na Norveškem je dvorec Jarlsberg, ki jo je v letih 1812–14 obnovil danski arhitekt Løser za grofa Hermana Wedel-Jarlsberga.
Christiania, ki je leta 1814 dobila status glavnega mesta, praktično ni imela stavb, primernih za številne nove vladne ustanove. Začel se je ambiciozen gradbeni program, ki pa se je zaradi obremenjenega gospodarstva izvajal zelo počasi. Prvi večji podvig je bila kraljeva palača, ki jo je zasnoval Hans Linstow in je bila zgrajena med letoma 1824 in 1848. Linstow je načrtoval tudi vrata Karla Johansa, avenijo, ki povezuje palačo in mesto, z monumentalnim trgom, ki naj bi ga na polovici obkrožale stavbe za univerzo, parlament (Storting) in druge institucije. Toda po tem načrtu so bile realizirane samo univerzitetne stavbe. Christian Heinrich Grosch, eden prvih popolnoma izobraženih arhitektov na Norveškem, je zasnoval prvotno stavbo za borzo v Oslu (1826-1828), lokalno podružnico Banke Norveške (1828), gledališče Christiania (1836-1837) in prvi kampus Univerze v Oslu (1841–1856). Pri univerzitetnih stavbah je poiskal pomoč pri priznanem nemškem arhitektu Karlu Friedrichu Schinklu.
Na Norveškem se je ohranil nemški arhitekturni vpliv in številne lesene zgradbe so sledile načelom neoklasicizma.

#### Romantika in historizem
Norveški romantični nacionalizem je vplival tudi na norveško arhitekturo od okoli leta 1840. Po nemškem zgledu so številni klasicistični arhitekti oblikovali stavbe iz rdeče opeke v oživitvi srednjeveških slogov. Romanski in gotski primeri so veljali za nadvse primerne za cerkve, javne ustanove in tovarne. Linstow je bil prvi norveški arhitekt, ki se je zgledoval po srednjem veku pri svojem predlogu iz leta 1837 za trg, ki naj bi ga obkrožale javne stavbe, prepolovljene z avenijo med Christianio in novo kraljevo palačo. Na severni strani naj bi bile načrtovane stavbe za univerzo »sestavljene v nekem srednjeveškem ali florentinskem slogu« z izpostavljeno opeko. Njegov klasicistični kolega Grosch se je po svojem obisku Berlina leta 1838, kjer je srečal s slavnim arhitektom Karlom Friedrichom Schinklom, prvi preusmeril v historicizem in realiziral številne stavbe iz rdeče opeke. Groschevo prvo večje historicistično delo so bili neoromanski bazarji in sosednji gasilski dom v bližini stolnice v Oslu, ki so ga začeli graditi leta 1840 in ga v več fazah razširili do leta 1859. Sledili so drugi arhitekti, zlasti Heinrich Ernst Schirmer z Botsfengselet (kaznilnico) (1844). –1851), bolnišnico Gaustad (1844–1855) in železniško postajo (1854) (z von Hannom). Tudi v Oslu, je nemški arhitekt Alexis de Chateauneuf (1799-1853) zasnoval Trefoldighetskirken, prvo neogotsko cerkev, ki jo je leta 1858 dokončal von Hanno.
Večina mestnih stanovanjskih stavb in vil je bila še naprej zgrajena v klasični tradiciji z ometanimi zidovi. Repertoar zgodovinskih slogov je bil razširjen v Homansbyenu, prvem stanovanjskem naselju samostojnih vil v Oslu, ki ga je načrtoval Georg Andreas Bull. Zasnoval je večino zgodnjih vil, zgrajenih od leta 1858 do 1862, v različnih slogih, od srednjeveškega do klasicističnega in eksotičnega.
Okoli leta 1840 so arhitekti začeli načrtovati lesene stavbe v novem slogu, tako imenovanem slogu švicarske brunarice. Slog in njegovo ime izvirata iz Nemčije, kjer so romantiki zelo občudovali švicarsko ljudsko kulturo. Elementi, kot so štrleče strehe, verande in poudarek na dvokapnicah, so se zgledovali po alpskih ljudskih stavbah. Toda slog bi lahko pravilneje imenovali historicizem v lesu, izraz, ki ga je uvedel Jens Christian Eldal. Številne stanovanjske, institucionalne in poslovne stavbe so bile zgrajene v tem slogu, za katerega so značilni okrašeni štrleči detajli. Železniške postaje in cerkve, ki so jih zasnovali izurjeni arhitekti, so bile porazdeljene vse po podeželju in so pripomogle k temu, da je ta slog postal popularen in da je ostal živ v ljudski tradiciji še dolgo potem, ko je med arhitekti šel iz mode.
Švicarski slog brunarice se je razvil v skandinavsko različico, na Norveškem znano kot »zmajev slog«, ki je združeval motive iz vikinške in srednjeveške umetnosti z ljudskimi elementi iz novejše preteklosti. Najbolj znani izvajalec tega sloga je bil arhitekt Holm Hansen Munthe, ki je v 1880-ih in 1890-ih zasnoval številna turistična naselja, razstavne paviljone in cerkve. Te so padle v oči nemškemu cesarju Viljemu II., ki je vsako leto obiskal Norveško. Muntheju je naročil, naj oblikuje svojo Matrosenstation blizu Potsdama in lovski dvorec s leseno cerkvijo v Romintenu v Vzhodni Prusiji. Te zadnje zgradbe so bile uničene med drugo svetovno vojno.
Arhitekti so opustili tako "švicarski" kot "zmajev" slog kmalu po letu 1900, vendar so elementi "švicarskega sloga" preživeli v ljudskih stavbah nekaj desetletij. Proizvajalci montažnih družinskih hiš v zadnjem času v svoj repertoar vedno pogosteje uvajajo motive iz »švicarskega« sloga.

### Ljudska arhitektura
Do 20. stoletja je večina Norvežanov živela in delala v stavbah, ki so bile zasnovane in zgrajene v skladu z ljudskimi gradbenimi tradicijami, kar je v norveščini znano kot byggeskikk. Te prakse so se nekoliko razlikovale glede na regijo in podnebne razmere ter se sčasoma razvijale, vendar so v veliki meri temeljile na uporabi lesa in drugih lokalno razpoložljivih virov.
Od srednjega veka je bila večina bivališč lesena hiša z zarezanimi vogali, skrbno izdelana za zaščito pred vremenskimi vplivi. Sredinsko postavljeni ognjišča z dimnimi odprtinami v strehah so v zgodnjem novem času zamenjala kamnite peči in dimniki. Posebne stavbe so postale običajne, organizirane okoli kmečkih dvorišč ali gårdstun. Uvedba zunanje obloge (weatherboarding) v 18. stoletju je znatno izboljšala stanovanjski standard in povzročila večje hiše.
Gradbene prakse ob obali so vključevale tudi čolnarne, ribiške koče, pomole itd. Tu so bile hiše za živino in ljudi običajno zgrajene iz dejanske obale. Tipična srednje velika kmetija v notranjosti Norveške bi vključevala stanovanjsko hišo (våningshus), senik (låve), hlev za živino (fjøs), eno ali več hiš za shranjevanje hrane (stabbur), hlev in občasno ločene hiše za perutnino, prašiče itd. Hiše, ki so imele ločene vire toplote, npr. pralnice (eldhus) in kovačnice, so bile običajno ločene od drugih hiš, da bi preprečili požare. Zunanje hiše so bile običajno ločene, majhne stavbe. Če bi bili na kmetiji obrtniki, bi bile ločene hiše tudi za mizarstvo, kolarstvo, čevljarstvo itd.
V vzhodni notranjosti Norveške in Trøndelagu so bile hiše običajno organizirane v kvadrat (firkanttun); v Gudbrandsdalu je obstajala razlika med inntun (notranje dvorišče) in uttun (zunanje dvorišče). Konfiguracija hiš je bila odvisna tudi od tega, ali je bila kmetija na vzpetini ali na položnejšem terenu.
Glede na velikost in gospodarsko blaginjo kmetije je lahko tudi gostilna (oppstue), hiša za upokojene kmete (føderådstue), spalnica kmečkih delavcev (drengstue), stavba za kočije (vognskjul) in celo destilarna (brenneskur). Manjše, revnejše kmetije lahko združujejo hleve in bivalne hiše, imajo preprostejše skladiščne prostore in uporabljajo objekte drugih kmetij za dejavnosti, za katere si ne bi mogli privoščiti gradnje hiš.
Gradbene tradicije so se razlikovale glede na regijo in vrsto stavbe. Hiše za shranjevanje hrane – stabbur – so bile običajno zgrajene na kolih na način, da so mišim in podganam, ne pa tudi mačkam, otežili vstop. Zunanje obloge so se razlikovale glede na regijo, pogosto zaradi upoštevanja lokalnih podnebnih razmer. Strehe so bile pogosto prekrite z brezovim lubjem in rušo.
Veliko krajev na norveških kmetijah je imelo tudi gorske kmetije (seter/støl), kjer so se v poletnih mesecih na pašo podale krave, koze in ovce. Ti bi običajno vključevali manjšo stanovanjsko hišo in mlekarno za izdelavo in shranjevanje sira, kisle smetane itd.
Sodobne norveške kmetije pogosto ohranjajo številne gradbene tradicije, vendar ne potrebujejo več številnih in raznolikih stavb iz preteklosti. Vendar se je veliko tradicij nadaljevalo v nedavno zgrajenih počitniških kočah v gorah in ob obali.

### Arhitektura 20. stoletja
Nemški vpliv, ki ga je na Norveško prinesel neoklasicizem, se je zmanjšal, ko je Norveška leta 1905 pridobila popolno neodvisnost. Nova generacija norveških arhitektov, izobraženih na Švedskem, je prevzela vodstvo pri razvoju izrazito nacionalne arhitekture, ki si prizadeva prekiniti nemško historicistično tradicijo. Vendar sta nemški modernizem in urbanistično načrtovanje še naprej vplivala na arhitekturo zgodnjega 20. stoletja. Ko je bil Norveški inštitut za tehnologijo ustanovljen leta 1910 in je začel poučevati arhitekturo v Trondheimu, se je pojavil tudi izrazito norveški kolegij arhitektov, ki je prispeval k norveški regionalni arhitekturi, o čemer razpravlja umetnostni zgodovinar Sigfried Giedeon.

#### Art nouveau arhitektura
Jugendstil, različica Art nouveauja, je imel določen vpliv na večino novih gradenj na Norveškem na prelomu 20. stoletja. Mesto Ålesund, potem ko je leta 1904 pogorelo do tal, je bilo skoraj v celoti obnovljeno v tem slogu in je še naprej pomemben primer, skupaj z Rigo in Brusljem. Tudi Trondheim ima številne stavbe v slogu art nouveau. V prestolnici Oslo je bilo zaradi lokalne gospodarske krize in stagnirajoče gradbene trgovine v prvem desetletju 20. stoletja postavljenih le malo secesijskih stavb. Vendar pa so bile nekatere javne zgradbe zgrajene v tem slogu, na primer Zgodovinski muzej in poslovna stavba vlade. V Bergnu je glavno gledališče Den Nationale Scene monumentalen primer.

#### Množična stanovanjska arhitektura
Spreminjajoče se demografske razmere in naraščajoča družbena ozaveščenost sta povzročila povečan politični in arhitekturni interes za zagotavljanje stroškovno učinkovitega, higienskega in udobnega bivalnega prostora rastočemu mestnemu prebivalstvu na splošno in zlasti delavskemu razredu. To je bilo v norveški popularni kulturi znano kot boligsaken (stanovanjski vzrok) in še danes igra pomembno vlogo.
V nasprotju z drugimi državami med razvojem njihovih gospodarstev je arhitektura postala orodje in manifestacija socialne politike, pri čemer so arhitekti in politiki določali, katere lastnosti so primerne za predvidene prebivalce stanovanjskih projektov. Še leta 1922 je bilo veliko takih, ki so menili, da delavske družine ne potrebujejo lastne kopalnice; stanovanja in majhne hiše so vključevale le majhno kuhinjo in eno ali dve sobi.
Pred drugo svetovno vojno so številni zadružni naložbeni projekti, znani kot egne hjem (približno 'naši lastni domovi'), privedli do nekaj dogodkov, po vojni pa so se ti umaknili zadružnim organizacijam, ki so bile ustanovljene za financiranje in gradnjo velikih -stanovanjski kompleksi. Največji – Oslo Bolig og Sparelag, znan kot OBOS – je zgradil svoj prvi kompleks Etterstad v Oslu, vendar so bile podobne pobude po vsej državi. Te zadruge so postavljale standarde za stanovanja, najemale arhitekte za načrtovanje rešitev in sklenile pogodbe za njihovo gradnjo. Na obrobju večjih mest so bili zgrajeni celotni odseki, znani kot drabantbyer – ali »satelitska mesta«. Prvi od teh, Lambertseter, je predstavil povsem nov pojav v vzhodnih območjih Osla, kot je Groruddalen, vendar so se podobna območja pojavila tudi v Bergnu, Trondheimu in drugih mestih. Vrhunec tega trenda je bil dosežen leta 1966 z masivnimi stavbami v Ammerudlii.
To obdobje, ki je večino svoje moči izzvenelo do sredine 1970-ih, je povzročilo večjo ozaveščenost o fizičnih in čustvenih potrebah mestnih prebivalcev. Nekatera vprašanja, o katerih se je razpravljalo, so bila.
- Kuhinja – tradicionalni norveški domovi so združevali družinsko sobo in kuhinjo, vendar so bile v zgodnjih stanovanjskih stavbah priljubljene majhne, tako imenovane laboratorijske kuhinje. Sčasoma so svoje mesto prevzele kuhinje z jedilnico.
- Naravna svetloba – velike stanovanjske stavbe so bile usmerjene tako, da so prebivalcem zagotavljale sončno svetlobo, idealno je bilo, da je bila kuhinja usmerjena proti vzhodu, da je dobila jutranjo svetlobo, dnevna soba pa proti zahodu za večerno svetlobo.
- Zasebnost – zagotavljanje ločenih spalnih prostorov za starše in otroke ter med otroki je sčasoma pripeljalo do večjih stanovanj. Podobno je imela večina stavb omejeno število stanovanj ob vsakem stopnišču.
- Odtujenost – monolitni, homogeni stanovanjski kompleksi so okrepili to, kar so nekateri označili za »pekel socialne demokracije«.

Zaznane pomanjkljivosti množičnega stanovanjskega gibanja so vodile v prizadevanja za ustvarjanje stroškovno učinkovitih stanovanjskih rešitev, ki so bolj raznolike, bolj povezane z naravnim okoljem, predvsem pa bolj prilagojene potrebam družin. Leta 1973 je norveški parlament priporočil prehod k majhnim stanovanjskim hišam namesto k velikim stanovanjskim stavbam. Norveška državna stanovanjska banka (Husbanken) je državljanom omogočila financiranje gradnje njihovih domov, za izgradnjo teh potreb pa se je oblikovala celotna gradbena industrija.
Kot rezultat pionirskih prizadevanj Olava Selvaaga in drugih so bile arhaične in sicer nepotrebne omejitve sproščene, kar je izboljšalo možnosti za več Norvežanov, da zgradijo stanovanja, ki ustrezajo njihovim individualnim potrebam in željam. Norvežani se pogosto sami lotijo projektov izboljšav doma in mnogi so zgradili večino svojih domov.

#### Funkcionalizem
V poznih 1920-ih so modernizem (ali mednarodni slog) prevzeli skandinavski arhitekti. V Skandinaviji so ta arhitekturni trend imenovali funkcionalizem (ali pogovorno na Švedskem in Norveškem funkis). Modernizem je našel veliko privržencev med mladimi arhitekti, zlasti na Norveškem. Njegov dokončni preboj je bila stockholmska razstava leta 1930, po kateri se je večina arhitektov po vsej Skandinaviji spreobrnila v moderno gibanje. Nikjer drugje se modernizem ni tako trdno uveljavil kot glavni trend v arhitekturi. Svoj prevladujoč položaj je ohranil do leta 1940.
Številne znamenite stavbe, zlasti v Oslu, so bile zgrajene v funkcionalističnem slogu, prva je bila restavracija Skansen (1925–1927) Larsa Backerja, porušena leta 1970. Backer je zasnoval tudi restavracijo v Ekebergu, odprto leta 1929, umetniška galerija Kunstnernes Hus Gudolfa Blakstada in Hermana Munthe-Kaasa (1930) še vedno kaže vpliv predhodnega klasicističnega trenda iz 1920-ih. Kopališče Hvalstrand (1934)ref>Bernt Bucher-Johannessen, Eira Kjernlie and Peter Lawrance: Hvalstrand bad : maten, arkitekturen, historien. Schibsted, ISBN 82-516-1965-3</ref> je eno od več javnih obmorskih kopališč na Norveškem, delo Andréja Petersa. Leto prej sta Ingierstrand Bad oblikovala Ole Lind Schistad (1891–1979) in Eivind Moestue (1893–1977). Druga velika imena norveške funkcionalistične arhitekture so Ove Bang, Maja Melandsø, Fridtjof Reppen, Nicolai Beer (1885–1950) in Per Grieg (1897–1962).

#### Rekonstrukcijska arhitektura
Po taktiki požgane zemlje pri umikajočih se vojakih Wehrmachta je bilo treba obnoviti velika območja v severni Norveški. Leta 1945 je bila velika potreba po stanovanjih. Arhitekturni natečaj je ustvaril več projektov za enostavna, stroškovno učinkovita in hitro sestavljiva stanovanja. Nastale hiše so bile špartanske in so kršile gradbene standarde, vendar so takoj potrebovale zatočišče.
Muzej rekonstrukcije v Hammerfestu je posvečen obnovi.

## Sodobne teme
Številni trendi vplivajo na sodobno arhitekturo na Norveškem, med njimi:
- Rastoče javno in zasebno bogastvo. Stavbe imajo širši spekter namembnosti in naj bi izpolnjevale vse kompleksnejše zahteve. Na primer, nova stavba opere (ki jo je zasnoval Snøhetta) v Oslu odraža ambicijo ne le za izgradnjo živahnega kulturnega središča, temveč tudi za ustvarjanje nove arhitekturne ikone v Oslofjordu.
- Estetika kot dejavnik dobrega počutja. Od zgodnjega strogega načela, da bi morala oblika strogo slediti funkciji, se povečuje občutek, da estetika vpliva na fizično in čustveno zdravje tistih, ki uporabljajo stavbo ali strukturo. Norveški zakoni o zdravju pri delu že več desetletij poudarjajo dostop do dnevne svetlobe in svežega zraka, prav tako pa se lahko zgodi, da ostre podnebne razmere ustvarjajo dodaten imperativ za dvig estetike.
- Skrb za okolje. Poleg zaskrbljenosti zaradi onesnaženosti zraka in vode je norveško arhitekturno oblikovanje poudarilo tudi povezovanje z naravno krajino. Pred kratkim so arhitekti sodelovali tudi z inženirji, da bi kar najbolje izkoristili redke vire, npr. energijo, vodo itd.
- Demografska raznolikost. Norveška demografija je v zadnjih nekaj desetletjih doživela pomembne spremembe, kar je povzročilo nove verske stavbe
- Norveška gradbena tradicija. Čeprav je morda preveč govoriti o renesansi v tradicionalni norveški arhitekturi, vedno več urbanističnega načrtovanja vpliva potreba po ohranitvi ali obnovi teh tradicij. Primeri vključujejo načrte za prenovo središča Oppdala in nedavna dela v soseski Grünerløkka v Oslu.

Na Norveškem se podeljujejo številne arhitekturne nagrade, vključno z nagrado fundacije Houen, Treprisen, Statens byggeskikkpris, Sundts premie, Betongelementprisen, Betongtavlen, Glassprisen, Murverksprisen, Stenprisen in Stålkonstruksjonsprisen.